# LCD Soundsystem
LCD Soundsystem — американський рок-гурт з Брукліну, Нью-Йорк, заснований у 2002 році Джеймсом Мерфі, співзасновником лейблу DFA Records. До складу гурту входять Мерфі (вокал, різні інструменти), Ненсі Ванг (синтезатор, клавішні, вокал), Пет Махоуні (ударні), Тайлер Поуп (бас, гітара, синтезатор), Ел Дойл (гітара, синтезатор, перкусія) та Корі Річі (синтезатор, фортепіано, перкусія). Вони були підписані на лейбл DFA з моменту свого заснування, а також підписали контракт з Columbia Records у 2016 році.
Гурт почав із запису та випуску кількох синглів з 2002 по 2004 рік, першим з яких був «Losing My Edge», одна з їхніх важливих пісень. Це призвело до випуску їхнього дебютного студійного альбому 2005 року під власною назвою. Він отримав визнання критиків і номінацію на премію Ґреммі за Найкращий електронний/танцювальний альбом. Їхній сингл «Daft Punk Is Playing at My House», який став найбільш комерційно успішним синглом гурту, отримав номінацію на Ґреммі за Найкращий танцювальний запис. Наступного року лейбл LCD Soundsystem записав і випустив «45:33», сорокап'ятихвилинну композицію, яка була спеціально створена як «тренувальний трек» для серії Nike+ Original Run від Nike. У 2007 році гурт випустив свій другий студійний альбом Sound of Silver, який отримав схвальні відгуки критиків і ще одну номінацію на Ґреммі за Найкращий електронний/танцювальний альбом.
У 2010 році LCD Soundsystem випустили свій третій студійний альбом This Is Happening, який став їхнім першим альбомом у першій десятці чартів США. У лютому 2011 року гурт розмістив на своєму сайті заяву про розпуск після великого прощального концерту в Медісон-сквер-гарден 2 квітня 2011 року. Прощальний концерт знято у документальному фільмі Shut Up and Play the Hits, а у квітні 2014 року вийшов концертний альбом під назвою The Long Goodbye.
Після низки чуток, що натякали на можливе возз'єднання, у грудні 2015 року гурт випустив свій перший за п'ять років сингл «Christmas Will Break Your Heart». Пізніше LCD Soundsystem підтвердили своє возз'єднання і оголосили про розширений тур, включаючи виступи на кількох гучних музичних фестивалях, а у вересні 2017 року випустили свій четвертий студійний альбом American Dream. Він став їхнім першим альбомом номер один у Сполучених Штатах. Альбом був номінований на 60-ту щорічну церемонію вручення премії Ґреммі в категорії Найкращий альбом альтернативної музики, а сингл «Tonite» переміг у номінації Найкращий танцювальний запис.

## Учасники гурту
Офіційні учасники
- Джеймс Мерфі — вокал, синтезатори, гітара, бас, барабани, перкусія, драм-машина, продюсування (2002—2011, 2015–дотепер)
- Ненсі Ванг — клавішні, синтезатори, вокал (2002—2011, 2015–дотепер)
- Пет Махоуні — барабани, перкусія, драм-машина, синтезатори, бек-вокал (2002—2011, 2015–дотепер)
- Тайлер Поуп — бас, гітара, синтезатори, драм-машина (2004—2011, 2015–дотепер)
- Ел Дойл — гітара, перкусія, синтезатори, бас, вокал (2015–дотепер; 2005—2011 в турі)
- Корі Річі — перкусія, синтезатори, піаніно, бек-вокал (2015–дотепер)

Нинішні гастролюючі музиканти
- Еббі Ечіверрі — синтезатори, гітара, перкусія, бек-вокал (2021–дотепер)
- Нік Міллхайзер — синтезатори, перкусія, бек-вокал (2021–дотепер)

Колишні учасники
- Філ Моссмен — гітара, перкусія (2004—2011, разовий виступ 2022)
- Метт Торнлі — гітара, перкусія, піаніно, синтезатор, драм-машина (2009—2011, 2015—2021; 2006—2009 в турі)
- Гавілан Райна Рассом — синтезатори, перкусія, бек-вокал (2015—2021; 2008—2011 в турі)

Колишні гастролюючі музиканти
- Джеррі Фукс — барабани, перкусія (2005—2009; помер 2009)
- Джей Ді Марк — гітара (2005—2009; помер 2013)
- Філ Скарич — бас (2005—2009)
- Девід Скотт Стоун — гітара, перкусія, синтезатори, вокал (2010—2011)

## Дискографія
- LCD Soundsystem (2005)
- Sound of Silver (2007)
- This Is Happening (2010)
- American Dream (2017)